# Emilio Degiorgis
Emilio Degiorgis (Susa, 1844 – 20 settembre 1908) è stato un generale italiano comandante della commissione militare incaricata di riformare e riorganizzare la gendarmeria ottomana in Macedonia secondo il programma di riforma Mürzsteg dal 1904 al 1908.

## Biografia
Emilio Degiorgis nacque nel 1844 a Susa. Prima di venire nominato dall'Impero Ottomano, era comandante di una divisione di stanza a Cagliari.
Arrivò a Costantinopoli il 1º febbraio 1904. Suoi aiutanti di campo sono il tenente colonnello di stato maggiore austro-ungarico conte Salis Sevis e il colonnello russo Fyodor Shostak, con i quali è in costante conflitto. 
Arrivò a Salonicco il 19 aprile 1904 e iniziò a riformare la gendarmeria nei tre vilayet: Bitola, Kosovski e Salonicco. Ricevette il titolo di pascià e il suo diretto superiore fu il sultano Abdul Hamid II. 
Degiorgis sarebbe rimasto in carica per 2 anni, ma in pratica rimase fino alla sua morte nel 1908. 
Come capo della gendarmeria macedone, riuscì a formare un'élite di gendarmeria, ritenendo che il compito di combattere le squadre rivoluzionarie e di banditi spettasse all'esercito. Presentò una proposta per distribuire armi per l'autodifesa dei villaggi bulgari colpiti dagli attacchi dei distaccamenti serbi e greci, ma questa non fu accettata: i rappresentanti diplomatici bulgari tentarono, senza successo, di realizzarla negli anni successivi.
Dopo la morte, gli successe il generale Mario Nicolis di Robilant. 
Il comune di Susa gli dedicò una lapide commemorativa in via Palazzo di città.

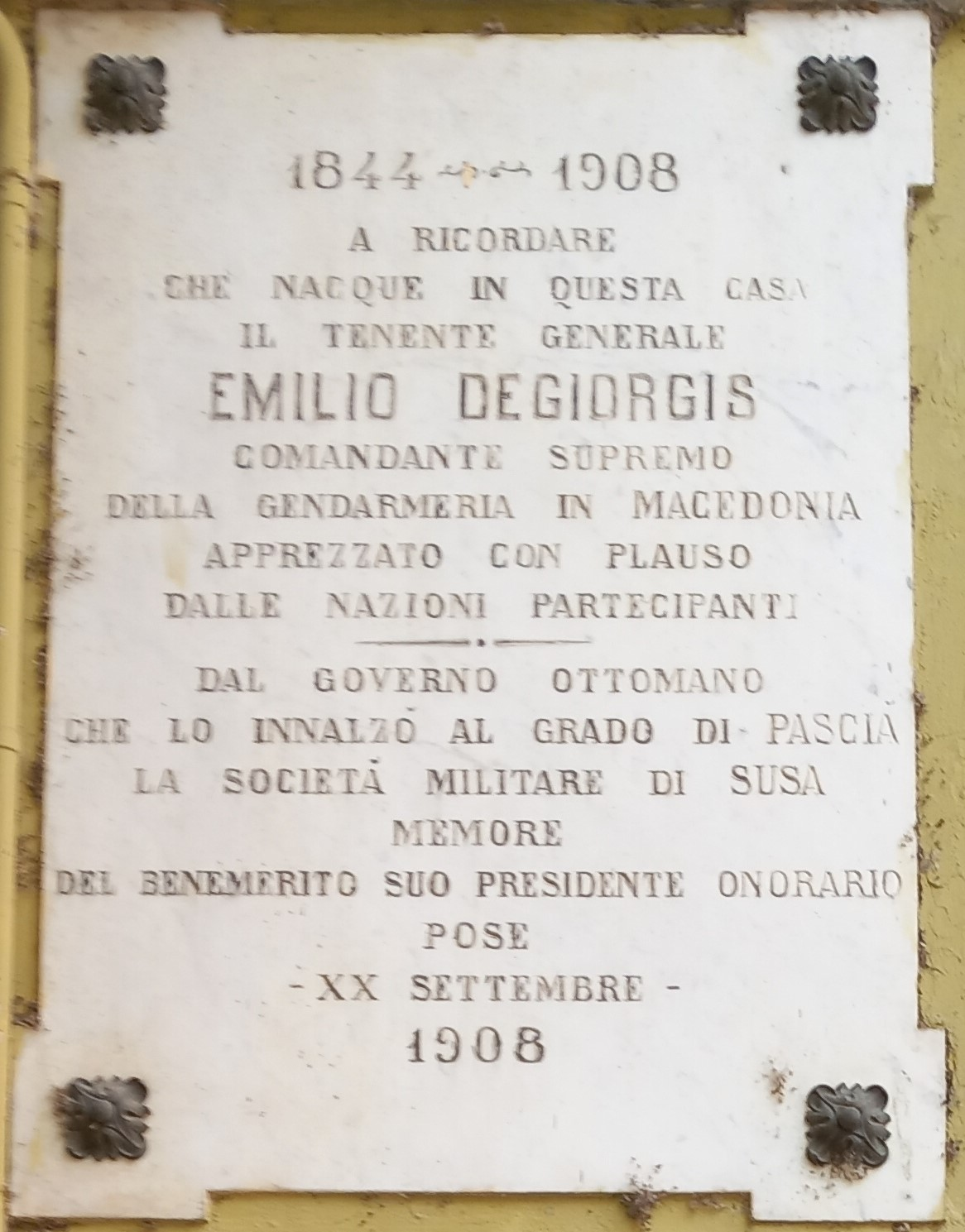
Lapide commemorativa